# Елеусизов, Каиркожа Жумагалиевич
Каиркожа́ (Каиркужа, Кайыркожа) Жумагали́евич Елеуси́зов (каз. Қайырқожа Жұмағалиұлы Елеусізов) — казахстанский государственный деятель.
Киркожа Елеусизов родился 20 ноября 1950 года на станции Изимбет Мугалжарского района Актюбинской области. Окончил Казахский сельскохозяйственный институт по специальности учёный-агроном в 1972 году.
Начал работать по специальности в Мугалжарском районе, в 1976—1984 годы занимал должность главного агронома совхоза «Пролетарский». В 1985—1992 годах возглавлял совхоз «Победа» в том же районе. В 1992 году назначен главой администрации и акимом ныне упразднённого Актюбинского района и занимал эту должность до 1995 года. В 1995—1996 годах — первый заместитель акима Актюбинской области, начальник облсельхозуправления, в 1996—2002 годах — замакима области, куратор сельского хозяйства и агропромышленного комплекса региона. С октября 2002 по июль 2004 года занимал должность акима города Актобе. Затем перешёл на должность советника акима Актюбинской области, а с января 2005 года занимает пост начальника Актюбинского областного управления по мобилизационной подготовке и чрезвычайным ситуациям.

## Настоящее время
14 мая 2018 года Каиркожа Жумагалиевич давал интервью в газету "Актюбинский Вестник"  с громким заголовком "Один шанс из тысячи". В интервью рассказывается об газификации населенных пунктов, что в свою очередь три десятка лет назад являлось сенсацией. Как это было, рассказывает сам Каиркожа Елеусизов, который в то время работал директором совхоза "Победа", а позже акимом Актюбинского района, первым заместителем акима области, акимом Актобе, в органах ЧС. А в нынешнее время он на пенсии. 